# متخی
متخی (به لاتین: Metekhi) یک منطقهٔ مسکونی در گرجستان است که در تفلیس واقع شده‌است. 